# Układ pierwiastkowy
Układ pierwiastkowy – skończony zbiór {\displaystyle R} wektorów przestrzeni wektorowej {\displaystyle V} nad ciałem {\displaystyle \mathbb {R} } spełniający następujące warunki:
1. {\displaystyle R} nie zawiera wektora zerowego i generuje przestrzeń {\displaystyle V,}
2. dla każdego {\displaystyle \alpha \in R} istnieje taki element {\displaystyle \alpha ^{*}\in V^{*},} gdzie {\displaystyle V^{*}} jest przestrzenią sprzężoną z {\displaystyle V,} że {\displaystyle \alpha ^{*}(\alpha )=2} i endomorfizm {\displaystyle s_{\alpha }:x\mapsto x-\alpha ^{*}(x)\alpha } przestrzeni {\displaystyle V} odwzorowuje {\displaystyle R} w siebie.
3. {\displaystyle n(\alpha ,\beta )=\beta ^{*}(\alpha )} dla każdych {\displaystyle \alpha ,\beta \in R}[1]